# Svegder
Sveigder (även Svegder och Swegde) var enligt Ynglingasagan kung i Svitjod. Han ska ha efterträtt sin far Fjölner efter dennes död, och tillsammans med tolv följesmän rest omkring i världen, bland annat till Ryssland och Turkiet där han träffade släktingar (enligt Snorre hade asarna utvandrat från Turkiet). Under en andra resa till Turkiet blev han efter ett dryckesslag av en dvärg lockad att gå in i en stor sten, ty därinne skulle han kunna möta Oden.
Han skall ha varit gift med Vana av Vanahem och hade med henne sonen Vanlande, som efterträdde honom på tronen.